# Nycterosea intrusata
Nycterosea intrusata là một loài bướm đêm trong họ Geometridae.